# Houston Open 1972
Lo Houston Open 1972 è stato un torneo di tennis giocato su terra verde. È stata la 2ª edizione dello Houston Open, che fa parte del World Championship Tennis 1972. Il torneo si è giocato a Houston negli USA, dal 9 al 15 aprile 1972.

## Campioni

### Singolare maschile
Rod Laver ha battuto in finale  Ken Rosewall con il punteggio di 6–2 6–4

### Doppio maschile
Roy Emerson /  Rod Laver hanno battuto in finale  Ken Rosewall /  Fred Stolle con il punteggio di 6–3, 6–3